# Виганд, Иоахим
Иоахим Виганд (1744, Пренцлаус — 1808, Сарепта-на-Волге) — сарептский учёный, педагог, коммерсант, профессор истории Московского университета.

## Биография
Изучал богословие в университете Галлы. Переехал в Россию в качестве домашнего учителя в доме генерала Хомутова. Жил в Санкт-Петербурге, потом в Москве. В Москве с 1767 года работал в доме Щербининых. Вместе с ними переехал в Харьков. Там Виганд познакомился с И. Паули, деятелем сарептской общины. Педагог часто бывал в Сарепте, во время поездок в Берлин с детьми Щербининых посещал Берлинскую братскую общину. Впоследствии Виганд возглавил сарептское торговое представительство в Москве. Тогда же он поступил в МУ в должности профессора истории. С 1793 года — агент сарептской братской общины в Санкт-Петербурге. С 1800 г. жил в Сарепте как сопредседатель общины. Умер там же в 1808 году.